# TWM Engineering Company
TWM Engineering Company Ltd. war ein britischer Hersteller von Automobilen.

## Unternehmensgeschichte
Terry Wren, der zuvor zusammen mit seinem Bruder Clive Convair Developments leitete, gründete 1959 das Unternehmen. Der Sitz war an der Muskham Road in Newark-on-Trent. Die Produktion von Automobilen und Kits begann. Der Markenname lautete TWM. Darüber hinaus bestand eine Zusammenarbeit mit North Downs Engineering Company aus Whyteleafe. 1961 endete die Produktion. Insgesamt entstanden etwa 20 Exemplare.

## Fahrzeuge
Die Fahrzeuge basierten auf dem Fahrgestell eines Austin A 35. Neben dem originalen Vierzylindermotor stand auch eine getunte Version zur Version. Die offene Karosserie bot Platz für zwei Personen. Sie ähnelte dem Nickri Alpine von Nickri Laminates aus Romford.